# Eleccions legislatives russes de 1917
Les Eleccions legislatives russes de 1917 es van celebrar el 25 de novembre per escollir els 766 membres de l'Assemblea Constituent. Malgrat no hi ha un registre definitiu dels resultats, diversos estudis acadèmics coincideixen en indicar que els esseristes i els seus homòlegs ucraïnesos van obtenir la victòria pel suport de la pagesia rural del país, ja que defensaven la reforma agrària. Darrere, els bolxevics van ser clars vencedors als nuclis urbans, i també van aconseguir al voltant de dos terços dels vots dels soldats del front occidental, fruit de les reivindicacions obreristes i per la pau. En un altre nivell, també van obtenir representació els menxevics, els cadets, i minories nacionals com els cosacs, jueus o armenis.

## Context
La convocatòria d'una Assemblea Constituent havia estat una reivindicació històrica dels moviments democràtics i populars de la Rússia tsarista. En la fase posterior de la Revolució de febrer, el tsar Nicolas II va abdicar el 2 de març de 1917. El govern provisional rus es va formar i es va comprometre a dur a terme la celebració d'eleccions, amb el suport de tots els principals partits polítics. No obstant això, estaven dividits sobre l'organització i els detalls de la convocatòria. Els bolxevics demanaven eleccions immediates, mentre que els socialistes revolucionaris volien ajornar la votació uns mesos perquè no coincidís amb l'època de la collita, ja que els perjudicava. Les forces de la dreta també van pressionar per retardar les eleccions, amb l'objectiu de desgastar les forces democràtiques o revolucionàries.
El 19 de març de 1917 es va celebrar una manifestació multitudinària a Petrograd per reclamar el sufragi femení, reunint unes 40.000 participants i liderada per Vera Figner i Poliksena Shishkina-Iavein. Es va traslladar de la Duma al Palau de Tauride, i les manifestants es van negar a abandonar els terrenys del palau fins que es comprometessin amb el vot femení per a les properes eleccions. El 20 de juliol de 1917, el Govern Provisional va emetre un decret que atorgava el dret de vot a les dones de més de 20 anys.
Al maig, els partits polítics van acordar els principals principis de les eleccions: representació proporcional, sufragi universal i vot secret. Es va constituir una comissió electoral especial, integrada per múltiples advocats i juristes. Finalment, es va fixar el 17 de setembre de 1917 com a data de les eleccions. La nova Assemblea Constituent havia de tenir la seva primera sessió el 30 de setembre de 1917.
Al juliol els partits d'esquerres van augmentar la pressió sobre el Govern Provisional, arribant a una situació gairebé insurreccional. Amb tot, el mes següent l'esquerra va consentir un nou ajornament. El 9 d'agost de 1917 es va fixar una nova data per a les eleccions pel Govern Provisional: la votació se celebraria el 12 de novembre i la primera sessió de l'Assemblea Constituent se celebraria el 28 de novembre de 1917.
Entre la finalització de les llistes de candidats i les eleccions, va esclatar la Revolució d'Octubre, que va posar fi al Govern Provisional. Un nou govern soviètic es va fer càrrec del país, el Consell de Comissaris del Poble. No obstant això, el nou govern es va comprometre a tirar endavant les eleccions i que el seu govern es mantingués provisional fins que la seva autoritat fos confirmada per l'Assemblea Constituent.

## Sistema electoral
Es van formar 81 districtes electorals (okrugs), generalment respectant els límits de la governació (pre-revolucionari) o de l'òblast ètnic. A més, hi havia districtes electorals per als diferents grups de l'exèrcit i flotes. També hi havia un districte electoral assignat per als treballadors del ferrocarril oriental xinès i un districte electoral per als soldats del cos expedicionari rus a França i als Balcans, amb uns 20.000 votants.
No existeix un cens electoral oficial. La població estimada de votants elegibles en aquell moment (excloent els territoris ocupats) s'ha estimat en uns 85 milions; el nombre d'electors elegibles als districtes on es van fer les votacions s'ha estimat en uns 80 milions.
Cada partit tenia una votació separada amb una llista amb els noms dels candidats, no hi havia votació general. El votant hauria rebut còpies de les llistes de diferents partits amb antelació o al col·legi electoral. El votant seleccionaria una llista, la col·locaria en un sobre, la tancaria i la col·locaria a la caixa. Si es ratllava algun nom, el vot no seria vàlid.

## Votació
La votació va començar del 12 al 14 de novembre de 1917. Les eleccions van ser aleshores les més grans organitzades de la història. No obstant això, només en 39 districtes les eleccions van tenir lloc tal com estava previst. En molts altres la votació es va produir a finals de novembre o principis de desembre, i en alguns llocs remots la votació va tenir lloc només a principis de gener de 1918.
Malgrat la guerra i l'agitació, uns 47 milions de votants van exercir el seu dret a vot, amb una participació nacional al voltant del 64% (per Protasov, 2004). Segons Protasov, el camp en general tenia una participació més alta que les ciutats. 220 ciutats d'arreu del país, amb una població conjunta de set milions d'habitants, van tenir una participació electoral del 58%. A les províncies agràries la participació generalment oscil·lava entre el 62 i el 80%. A l'óblast de Tambov, les zones urbanes van tenir una participació del 50,2% mentre que les zones rurals van tenir un 74,5%. Segons Radkey (1989), la participació dels votants nacionals se situava al voltant del 55%.

#### Exemples de paperetes electorals per a la votació

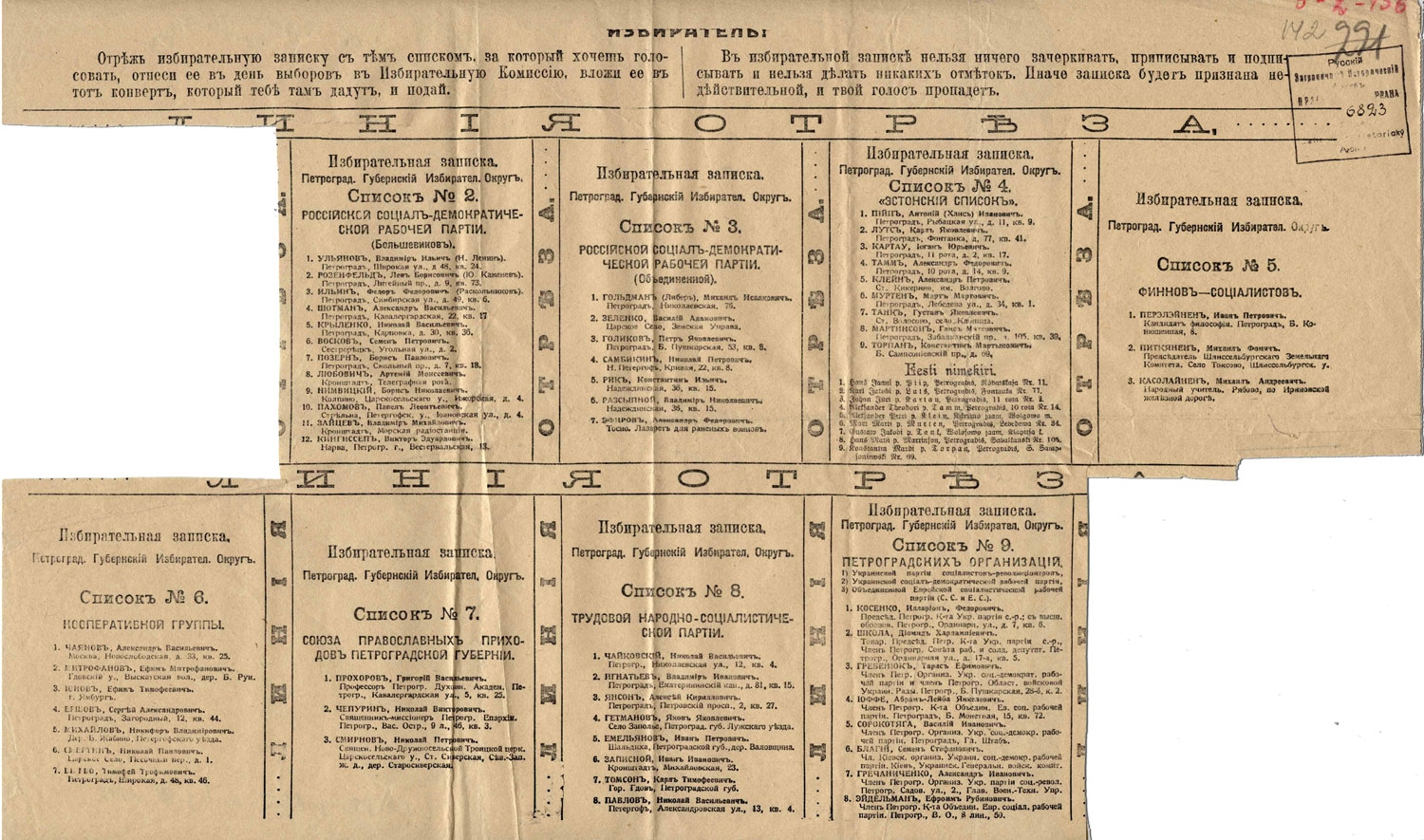
Paperetes electorals del districte de Petrograd
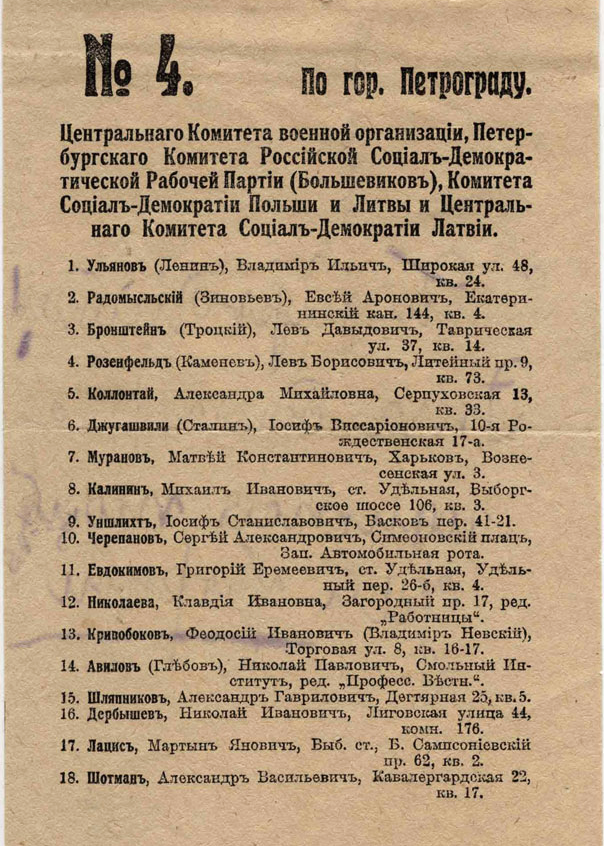
Papereta bolxevic de Petrograd
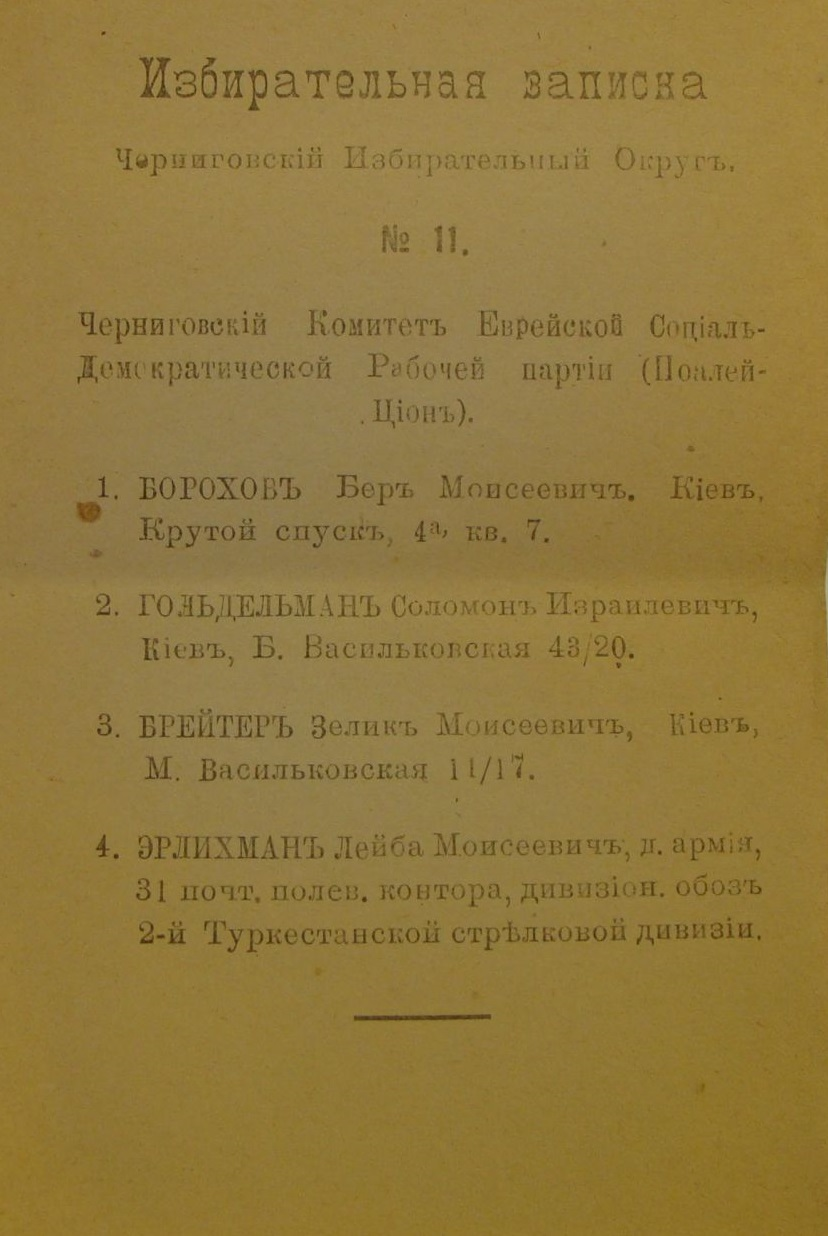
Papereta del Partit Obrer Socialdemòcrata Jueu a Txernigov
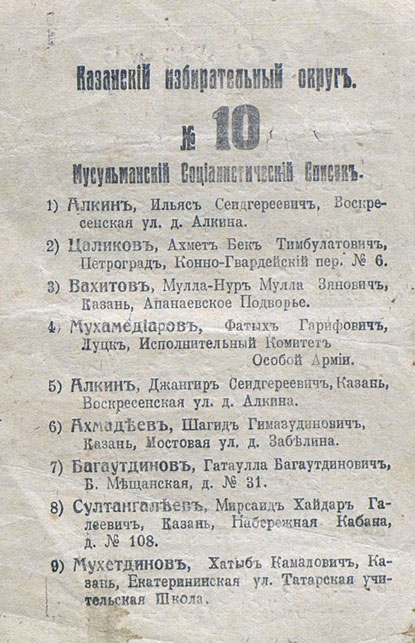
Papereta de la Llista Socialista Musulmana a Kazan
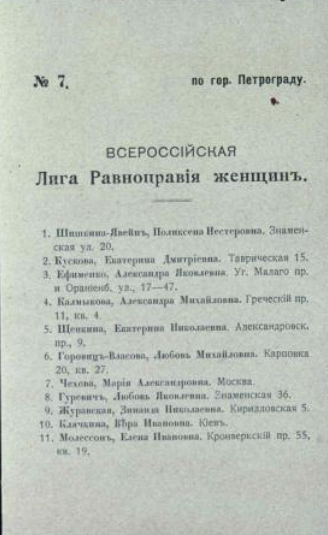
Papereta de la Lliga per a la Igualtat de les Dones a Petrograd
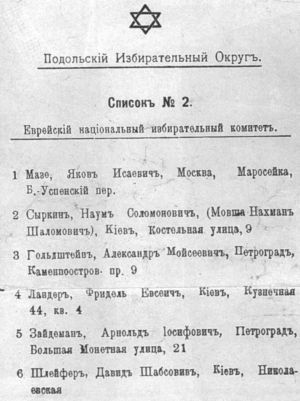
Llista del Comitè Electoral Nacional Jueu a Podòlia

## Resultats
No existeix un recompte completament definitiu dels resultats, ja que en diversos districtes es va interrompre la celebració de les eleccions o el recompte de vots. Les xifres de la taula següent representen els comptes de la votació en 70 de 81 districtes electorals, tot i que no tots aquests tenen comptes de votació complets. El nombre de diputats electes prové de 74 districtes.
| |            |        |         |           |
| Partit | Vots       | %      | Llistes | Escons    |
| Partit Socialrevolucionari (SRs)                                                                                      | 17,256,911 | 37.61  | 67      | 324 / 766 |
| Partit Obrer Socialdemòcrata Rus (Bolxevics) (POSR(b))                                                                | 10,671,387 | 23.26  | 64      | 183 / 766 |
| Partit dels Socialistes Revolucionaris d'Ucraïna (UPSR)                                                               | 5,819,395  | 12.68  | 16      | 110 / 766 |
| Partit Constitucional Democràtic Rus (KD)                                                                             | 2,100,262  | 4.58   | 63      | 16 / 766  |
| Partit Obrer Socialdemòcrata Rus (Mensheviks) (POSR(m))                                                               | 1,385,500  | 3.02   | 61      | 18 / 766  |
| Llistes Cosaques | 908,326    | 1.98   | 9       | 17 / 766  |
| Partit Alash | 767,632    | 1.67   | 4       | 15 / 766  |
| Partit Musavat | 615,816    | 1.34   | 1       | 10 / 766  |
| Llistes jueves | 575,007    | 1.25   | 18      | 6 / 766   |
| Federació Revolucionària Armènia                                                                                      | 558,400    | 1.22   | 1       | 10 / 766  |
| Llistes musulmanes | 439,611    | 0.96   | 9       |           |
| Llistes Musulmanes (Socialistes-revolucionaris)                                                                       | 304,864    | 0.66   | 1       | 5 / 766   |
| Partit Socialista Popular                                                                                             | 240,791    | 0.52   | 39      | 1 / 766   |
| Llistes Txuvaixes | 235,587    | 0.51   | 3       | 3 / 766   |
| Unió de Terratinents i Pagesos de tota Rússia                                                                         | 229,264    | 0.50   | 20      | 0 / 766   |
| Llistes poloneses | 211,272    | 0.46   | 7       | 2 / 766   |
| Llistes ortodoxes | 210,973    | 0.46   | 18      | 0 / 766   |
| Federalistes Baixkirs                                                                                                 | 200,161    | 0.44   | 3       | 5 / 766   |
| Llistes Alemanyes | 194,623    | 0.42   | 9       | 1 / 766   |
| Partit Shura-i-Islam                                                                                                  | 183,558    | 0.40   | 2       | 5 / 766   |
| Llistes camperoles | 165,097    | 0.36   | 13      | 10 / 766  |
| Bloc Socialista Musulmà                                                                                               | 159,770    | 0.35   | 1       | 3 / 766   |
| Comitè Socialista Musulmà de Kazan                                                                                    | 153,151    | 0.33   | 1       | 2 / 766   |
| Dreta Russa (inclou monàrquics i llistes de dretes)                                                                   | 146,067    | 0.32   | 13      | 1 / 766   |
| Vells creients | 118,362    | 0.26   | 11      | 0 / 766   |
| Altres llistes socialistes musulmanes                                                                                 | 100,890    | 0.22   | 6       | 0 / 766   |
| Dissidents SRs | 99,542     | 0.22   | 5       | 0 / 766   |
| Partit Obrer Socialdemòcrata Ucraïnès (en solitari)                                                                   | 85,772     | 0.19   | 2       | 0 / 766   |
| Partit Socialista Musulmà                                                                                             | 84,748     | 0.18   | 1       | 1 / 766   |
| Blocs socialistes de dreta (inclou diverses llistes)                                                                  | 82,673     | 0.18   | 8       | 0 / 766   |
| Llista del Soviet d'Organitzacions Musulmanes de Fergana                                                              | 77,282     | 0.17   | 1       | 9 / 766   |
| Societat Islam Muinil                                                                                                 | 76,849     | 0.17   | 1       | 2 / 766   |
| Bloc Democràtic Estonià                                                                                               | 68,085     | 0.15   | 1       | 2 / 766   |
| Ittehad | 66,504     | 0.14   | 1       | 1 / 766   |
| Partit Laborista Estonià                                                                                              | 64,704     | 0.14   | 1       | 2 / 766   |
| Comitè Nacional Buriat                                                                                                | 56,331     | 0.12   | 2       | 2 / 766   |
| Unió de Camperols i Refugiats Ucraïnesos Organització de Revolucionaris Socialistes Tàtars                            | 53,445     | 0.12   | 1       | 0 / 766   |
| Aliança Unió-Popular Socialista de Camperols                                                                          | 50,780     | 0.11   | 1       | 1 / 766   |
| Socialistes alemanys                                                                                                  | 42,148     | 0.09   | 1       | 0 / 766   |
| Unió d'Agricultors Letons                                                                                             | 35,112     | 0.08   | 2       | 1 / 766   |
| Partit Socialista Obrer Jueu Unit (SS i ES)                                                                           | 34,644     | 0.08   | 7       | 0 / 766   |
| Bund | 32,986     | 0.07   | 3       | 0 / 766   |
| Bloc Nacional (Ucraïnesos, Musulmans, Polonesos i lituans)                                                            | 29,821     | 0.06   | 1       | 0 / 766   |
| Aliança Uigur-Dungà                                                                                                   | 28,386     | 0.06   | 1       | 0 / 766   |
| Llistes comercials - industrials                                                                                      | 27,198     | 0.06   | 8       | 0 / 766   |
| Llistes Cooperatives Popular Socialistes                                                                              | 27,014     | 0.06   | 5       | 0 / 766   |
| Socialistes-Federalistes i Camperols de Letgàlia                                                                      | 26,990     | 0.06   | 1       | 0 / 766   |
| Poalei Zion | 26,331     | 0.06   | 10      | 0 / 766   |
| Unitat | 24,272     | 0.05   | 10      | 0 / 766   |
| Dissidents Menxevics                                                                                                  | 23,451     | 0.05   | 2       | 0 / 766   |
| Nacionaldemòcrates de Geòrgia                                                                                         | 22,499     | 0.05   | 1       | 0 / 766   |
| Socialistes-Federalistes Ucraïnesos                                                                                   | 22,253     | 0.05   | 3       | 0 / 766   |
| Menxevics-Internacionalistes                                                                                          | 21,814     | 0.05   | 6       | 0 / 766   |
| Moviment Cooperativista                                                                                               | 19,663     | 0.04   | 7       | 0 / 766   |
| Partit Revolucionari Socialista-Federalista de Geòrgia                                                                | 19,042     | 0.04   | 1       | 0 / 766   |
| Partit Socialista Revolucionari Estonià                                                                               | 17,726     | 0.04   | 1       | 0 / 766   |
| Partit Radical Democràtic Estonià                                                                                     | 17,022     | 0.04   | 1       | 0 / 766   |
| Llista Estoniana | 15,963     | 0.03   | 1       | 0 / 766   |
| Unió de Camperols Russos                                                                                              | 15,246     | 0.03   | 2       | 0 / 766   |
| Socialistes finessos                                                                                                  | 14,807     | 0.03   | 1       | 0 / 766   |
| Unitat Internacional dels Democristians (catòlics romans)                                                             | 14,382     | 0.03   | 1       | 0 / 766   |
| Dissidents d'esquerres SRs                                                                                            | 14,148     | 0.03   | 4       | 0 / 766   |
| Partit Popular Armeni                                                                                                 | 13,099     | 0.03   | 1       | 0 / 766   |
| Figures públiques no partidistes                                                                                      | 12,050     | 0.03   | 1       | 0 / 766   |
| Aliança dels SR d'esquerres-RS d'Ucraïna-Partit Socialista Polonès                                                    | 11,871     | 0.03   | 1       | 0 / 766   |
| Partit Socialdemòcrata Estonià dels Treballadors                                                                      | 9,244      | 0.02   | 1       | 0 / 766   |
| Autonomistes Siberians                                                                                                | 9,224      | 0.02   | 2       | 0 / 766   |
| Grecs a Mariupol | 9,143      | 0.02   | 1       | 0 / 766   |
| Assemblea Socialista de Bielorússia                                                                                   | 8,445      | 0.02   | 3       | 0 / 766   |
| Folkspartei (solitari)                                                                                                | 8,185      | 0.02   | 2       | 0 / 766   |
| Altres ucraïnesos | 7,838      | 0.02   | 4       | 0 / 766   |
| Lliga per la Igualtat de les Dones                                                                                    | 7,676      | 0.02   | 2       | 0 / 766   |
| Llistes de Terratinents - Vells Creients                                                                              | 7,139      | 0.02   | 2       | 0 / 766   |
| Partit Nacional de Moldàvia                                                                                           | 6,643      | 0.01   | 1       | 0 / 766   |
| Partit Laborista Socialdemòcrata Ucraïnès a Petrograd SRs ucraïnesos i el Partit Socialista Obrer Jueu Unit (SS i ES) | 6,216      | 0.01   | 2       | 0 / 766   |
| Demòcrates-nacionalistes letons                                                                                       | 5,881      | 0.01   | 1       | 0 / 766   |
| Comitè Popular Latgallià i Partit Socialista Latgallià dels Treballadors                                              | 5,118      | 0.01   | 1       | 0 / 766   |
| Sindicat Independent d'Obrers, Soldats i Camperols                                                                    | 4,942      | 0.01   | 1       | 0 / 766   |
| Tsentroflot | 4,769      | 0.01   | 1       | 0 / 766   |
| Grups de ciutadans locals                                                                                             | 4,725      | 0.01   | 3       | 0 / 766   |
| Grup demòcrata no partidista dels comitès de Sérguiev Possad                                                          | 4,497      | 0.01   | 1       | 0 / 766   |
| Bloc de Comerciants, Industrials, Artesans i Propietaris                                                              | 4,421      | 0.01   | 1       | 0 / 766   |
| Llista de treballadors ucraïnesos                                                                                     | 3,810      | 0.01   | 1       | 0 / 766   |
| Partit Democristià | 3,797      | 0.01   | 1       | 0 / 766   |
| E. Abramov | 3,776      | 0.01   | 1       | 0 / 766   |
| Soldats letons | 3,386      | 0.01   | 1       | 0 / 766   |
| Organitzacions de Rússia Blanca                                                                                       | 2,523      | 0.01   | 1       | 0 / 766   |
| Bloc nacionalsocialista (Bloc Socialista Ucraïnès i Bloc Nacionalista)                                                | 2,346      | 0.01   | 1       | 0 / 766   |
| Grups Democràtics Units de Ciutadans, Camperols i Obrers de Pskov                                                     | 2,337      | 0.01   | 1       | 0 / 766   |
| Sindicat d'Oficials                                                                                                   | 2,018      | 0.00   | 1       | 0 / 766   |
| Grup Agrícola-Artesanal-Comercial-Industrial                                                                          | 2,001      | 0.00   | 1       | 0 / 766   |
| Grup no partidista | 1,948      | 0.00   | 1       | 0 / 766   |
| Bloc Nacionalista | 1,708      | 0.00   | 1       | 0 / 766   |
| Llista sense títol | 1,657      | 0.00   | 1       | 0 / 766   |
| Propietaris i terratinents de la governació de Nóvgorod                                                               | 1,178      | 0.00   | 1       | 0 / 766   |
| Grup Nacional Republicà d'Ucraïna                                                                                     | 1,070      | 0.00   | 1       | 0 / 766   |
| Camperols Treballadors                                                                                                | 1,020      | 0.00   | 1       | 0 / 766   |
| Empleats de les agències públiques                                                                                    | 1,005      | 0.00   | 1       | 0 / 766   |
| Altres llistes amb menys de 1000 vots                                                                                 | 5,833      | 0.01   | 13      | 0 / 766   |
| Organitzacions musulmanes de la província de Samarcanda                                                               | ?          |        | 1       | 4 / 766   |
| Unió Obrera de Federalistes de Yakutia                                                                                | ?          |        | 1       | 1 / 766   |
| Llista de Calmuks | ?          |        | 1       | 1 / 766   |
| Sense comptar | 294,530    | 0.64   |         |           |
| Total | 45,879,381 | 100.00 | 629     | 767       |
| Fonts: Radkey (1989), Spirin (1987), Hovannisian (1967), Vestnik Evrazii (2004)                                       |            |        |         |           |

### Resultats per districtes

Esseristes
POSR(b)
UPSR
Llistes Nacionals
Cadets
POSR(m)
Llistes de dreta
Socialistes Populars